# Azrack Mahamat
Azrack-Yassine Mahamat (Créteil, 24 marzo 1988) è un ex calciatore francese naturalizzato ciadiano, di ruolo difensore.

## Carriera

### Club
Gioca dal 2006 al 2009 all'Auxerre 2. Nel 2009 passa all'Espanyol, che lo manda in prestito all'Halmstads il 24 luglio 2009. Nel 2010, dopo essere tornato dal prestito, viene aggregato alla prima squadra. Il debutto in prima squadra arriva il 1º maggio 2010, in Espanyol-Valencia 0-2. Nel 2011 viene acquistato dal Melilla. Nel 2012 si trasferisce all'Etăr 1924. Nel 2013 passa alla Lokomotiv Sofia. Nel 2014 viene acquistato dal Platanias. Nel 2016, dopo aver giocato per il Levadeiakos, si trasferisce al Kerala Blasters. Nel 2017 passa al Trikala.

### Nazionale
Debutta in nazionale il 6 settembre 2008, in Sudan-Ciad.